# 岡安直比
岡安 直比（おかやす なおび、女性、1960年 - ）は、霊長類学者。
東京都生まれ。東京都立国立高等学校卒、京都大学理学部生物学科卒、1992年同大学院理学研究科博士課程修了、「野生ニホンザル群におけるメスの性行動と配偶者選択」で理学博士。
1985年結婚、86年娘を出産。屋久島のニホンザル研究、88年と91年にはザイール（現：コンゴ民主共和国）でピグミーチンパンジーを研究。92年からはコンゴ共和国で、ゴリラの孤児を森に帰すプロジェクトに参加。
97年に内戦が勃発し、娘とゴリラ数頭を連れて脱出、パリに移住。2004年世界自然保護基金の自然保護室長。

## 著書
- 『子育てはゴリラの森で』小学館 1999
- 『サルに学ぼう、自然な子育て』草思社 2000
- 『みなしごゴリラの学校』草思社 2000

## 参考
- 立花隆『サル学の現在』
- 環境省